# Општина Мирна
Општина Мирна (словен. Mirna) је једна од општина Долењске регије у држави Словенији. Седиште општине је истоимени градић Мирна.

## Насеља
| - Брезовица при Мирни - Волчје Њиве - Глинек - Гомила - Горења Вас при Мирни - Дебенец - Забрдје - Загорица | - Миголица - Миголска Гора - Мирна - Прапротница - Равне - Сајенице - Село при Мирни | - Селска Гора - Стан - Стара Гора - Трбинц - Цирник - Шевница - Шкрјанче |

Шаблон:Мирна